# W-FUKUYAMA
W-FUKUYAMA（ダブルフクヤマ）は、福山芳樹と福山竜一による日本のアコースティックギターの弾き語りを中心としたデュオである。神奈川県を中心に活動を行なう。
福山芳樹と福山竜一はともに福山姓で神奈川県出身だが、血縁関係はない。名字だけではなく年齢も同じである。1990年代中村祐介が主催するBlues Cityで、それぞれのバンドHUMMING BIRD、MAMMYとして活動をしていたが、共同での音楽制作を行なうことはなかった。福山竜一が毎年主催する、東日本大震災で被災した子供たちのためのチャリティコンサート「はらからの歌声」Vol.3に、福山芳樹が参加したことをきっかけに旧交を温める。
2016年8月27日福島県南会津の会津田島祇園会館で初のライブを開催する。当初は仮のユニット名としてザ・ポンコツと名乗っていた。
正式にユニット名をW-FUKUYAMAと改め、2017年4月1日に1stシングル「Home Again c/w 夏の終わりに」を発売する。同日、新横浜Bell'sを皮切りに「W-FUKUYAMA Live Tour 2017〜ポンコツ旅烏〜」（計6公演）を開催した。以降定期的にライブやツアーを行なっていたが、2020年に新型コロナウイルスの影響を受け、ツイキャスでの配信を中心へと、活動の形態を変化させている。
ユニット名には採用されなかったものの「ポンコツ」は曲名や歌詞など、またMCでは使われないことがないほど頻出する重要なキーワードとなった。

## ディスコグラフィ

### シングル
|     | 発売日       | タイトル                            | 規格品番  | 備考                       |
| --- | ------------ | ----------------------------------- | --------- | -------------------------- |
| 1st | 2017年4月1日 | Home Again c/w 夏の終わりに         | SPCM-0003 |                            |
| 2nd | 2018年6月2日 | 未来の地球儀                        | SPCM-0006 |                            |
| 3rd | 2019年7月3日 | PONKOTSU ON THE RUN                 | SPCM-0008 |                            |
| 4th | 2020年3月1日 | きみのしっぽを追いかけて/ねこびろん | SPCM-0009 | 清川しっぽ村へのチャリティ |